# Sojuz TM-23
Sojuz TM-23 (ryska: Союз ТM-23) var en flygning i det ryska rymdprogrammet. Flygningen gick till rymdstationen Mir. Farkosten sköts upp med en Sojuz-U-raket, från Kosmodromen i Bajkonur den 21 februari 1996. Den dockade med rymdstationen den 23 februari 1996. Farkosten lämnade rymdstationen den 2 september 1996. Några timmar senare återinträdde den i jordens atmosfär och landade i Kazakstan.